# Lijst van bisdommen van het Grieks-orthodox patriarchaat van Antiochië
Dit is de lijst van bisdommen van het Patriarchaat van Antiochië.

## Patriarchaal aartsbisdom van Antiochië (zetel:Damascus)
1. Metropolie van Tripoli en Kourah
2. Metropolie van Heliopolis (Zahleh et Baalbek) (zetel: Zahleh)
3. Metropolie van (Byblos en Batroun) (zetel: Bouroumana) (De metropoliet is "exarch van de gehele Berg Libanon")
4. Metropolie van Latakia
5. Metropolie van Beiroet
6. Metropolie van Arcadie (Akkar) (zetel: Halba)
7. Metropolie van Épiphania (zetel: Hama)
8. Metropolie van Homs (Emesa)
9. Metropolie van Sidon en van de Tyrus (zetel: Marjeyoun)
10. Metropolie van Bérée en Alexandrette (Hatay (provincie)) (zetel: Aleppo)
11. Metropolie van Bosra, Hauran en Jabal El-Arab

## Rest van het Midden-Oosten
1. Metropolie van Bagdad en Koeweit

## Amerika

### Autonoom Antiochieens Orthodox Aartsbisdom van Noord-Amerika (zetel:Englewood)
1. Aartsbisschoppelijk District (zetel: New York)
2. Bisdom van Ottawa en Canada
3. Bisdom van Oakland
4. Bisdom van Wichita
5. Bisdom van Toledo
6. Bisdom van Eagle River
7. Bisdom van Miami
8. Bisdom van Los Angeles

- 1. Vicariaat van de Westerse ritus

1. Aartsbisdom van Mexico, Venezuela, Centraal-Amerika en van de Caraïben (zetel: Mexico-Stad)
2. Aartsbisdom van Brazilië (zetel: São Paulo)
3. Aartsbisdom van Argentinië (zetel: Buenos Aires)
4. Aartsbisdom van Chili (zetel: Santiago)

## Europa
1. Antiochieense Orthodoxe Metropolie van West- en Centraal-Europa (zetel: Parijs)

## Oceanië
1. Aartsbisdom van Australië, Nieuw-Zeeland en de Filipijnen (zetel: Sydney)